# کریستن اندرسون-لوپز

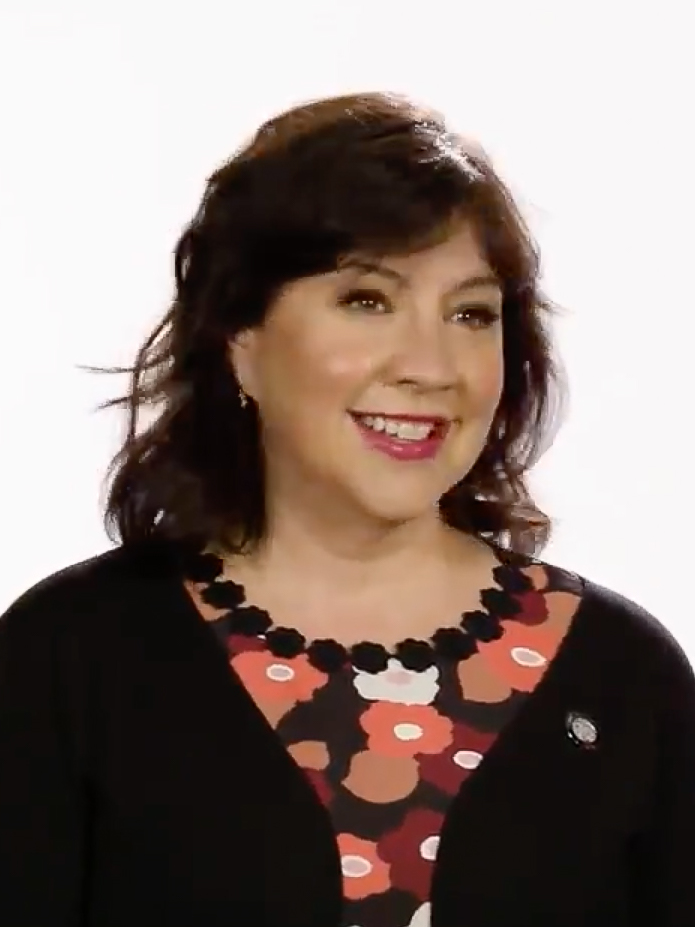
کریستن اندرسون-لوپز

کریستن اندرسون-لوپز (انگلیسی: Kristen Anderson-Lopez؛ زاده) ترانه‌سرا و آهنگساز اهل ایالات متحده آمریکا است.
از فیلم‌ها یا برنامه‌های تلویزیونی که در آن نقش داشته‌است می‌توان به وینی د پو اشاره کرد. آهنگ معروف Let it go مربوط به مجموعه کارتونی Frozen با شخصیت های آنا و السا، کار مشترکی از کریستن و همسرش روبرت اندرسون است.